# Timothy Osborn
Timothy John Osborn, conosciuto come Tim Osborn (...), è un climatologo britannico.

## Biografia
Osborn ha studiato all'Università dell'Anglia Orientale, dove ha conseguito il Bachelor of Science nel 1990 e il Ph.D nel 1995. Dopo il dottorato è entrato nella stessa università come ricercatore, dove ha svolto l’intera carriera accademica diventando professore ordinario nel 2014. Nel 2017 ha assunto l’incarico di direttore della Climatic Research Unit della stessa università, succedendo al climatologo Phil Jones ritiratosi dall'attività. Osborn è autore o coautore di più di 120 pubblicazioni.